# (65637) ЦНИИмаш
(65637) ЦНИИмаш (лат. TsNIIMash) — типичный астероид главного пояса, открыт 14 ноября 1979 года советским астрономом Людмилой Журавлёвой в Крымской астрофизической обсерватории и 29 августа 2015 года назван в честь ЦНИИмаш.

## Обнаружение и именование
(65637) ЦНИИмаш
Открыт 14 ноября 1979 года в Научном Л. В. Журавлёвой.
ЦНИИмаш — это аббревиатура от Центрального научно-исследовательского института машиностроения, который является институтом Федерального космического агентства России. С 1946 года институт вносит важный вклад в развитие советской и российской космических программ и осуществление полётов человека в космос.
Оригинальный текст (англ.)65637 Tsniimash
Discovered 1979 Nov. 14 by L. V. Zhuravleva at Nauchnyj.
TsNIIMash is an acronym for the Central Research Institute of Mechanical Engineering, which is an institute of the Russian Federal Space Agency. Since 1946, the Institute has made important contribution to the development of the Soviet and Russian space programs and the implementation of human spaceflight.
Источники: MPC batch dated 2015-08-29; M.P.C. 95311.

## Орбита

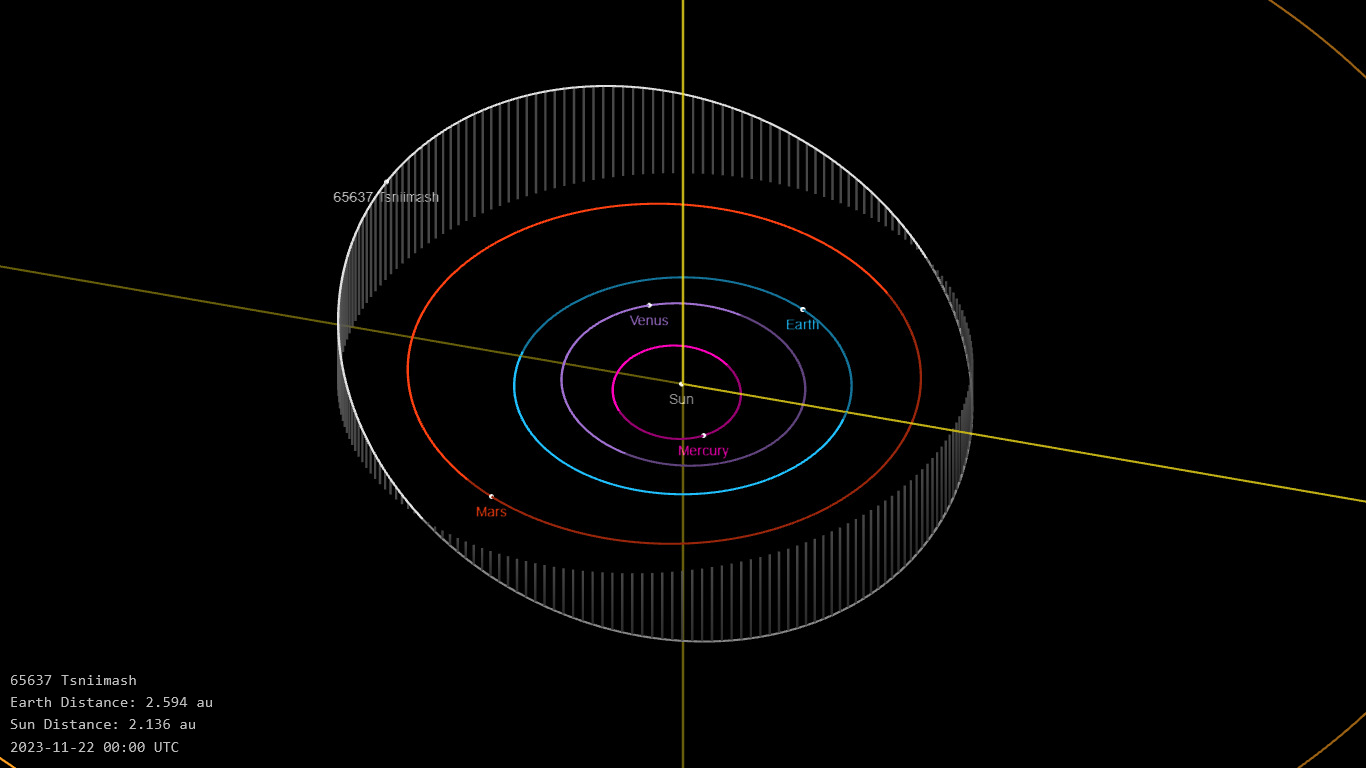
Орбита астероида ЦНИИмаш и его положение в Солнечной системе

## Физические характеристики
Астероид относится к таксономическому классу E.
По результатам наблюдений в видимом и ближнем инфракрасном диапазоне космического телескопа NEOWISE диаметр астероида оценивался равным 2,269±0,601 км. Согласно тем же источникам альбедо оценивается как 0,8621±0,2790 и 0,862±0,279.